# Brendan Foster
Brendan Foster (* 12. ledna 1948 Hebburn) je britský atlet, běžec na dlouhé tratě, mistr Evropy v běhu na 5000 metrů v roce 1974.

## Sportovní kariéra
Jeho původní disciplínou byl běh na 1500 metrů – na evropském šampionátu v Helsinkách v roce 1971 vybojoval bronzovou medaili, na olympiádě v Mnichově o rok později doběhl ve finále této trati pátý. Od roku 1973 se přeorientoval na delší tratě. Dne 27. srpna tohoto roku vytvořil světový rekord v běhu na 2 míle časem 8:13,8, Nejúspěšnější sezónou se pro něj stal rok 1974. V létě vytvořil světový rekord v běhu na 3000 metrů časem 7:35,2, následně se v Římě stal mistrem Evropy v běhu na 5000 metrů. Stal se rovněž sportovcem roku Velké Británie. Na olympijských hrách v Montrealu v roce 1976 vybojoval bronzovou medaili v běhu na 10 000 metrů, na poloviční trati doběhl pátý. Startoval také na mistrovství Evropy v Praze v roce 1978, kde se v běhu na 10 000 metrů umístil jako čtvrtý, ve finále běhu na 5 000 metrů skončil jedenáctý. Rovněž jedenáctý doběhl ve finále běhu na 10 000 metrů na olympiádě v Moskvě v roce 1980.
Po skončení sportovní kariéry byl zaměstnancem firmy Nike, mj. jako viceprezident Nike Evropa.